# Valkószentmária
Valkószentmária (horvátul: Marinci) falu Horvátországban, Vukovár-Szerém megyében. Közigazgatásilag Berzétemonostorhoz tartozik.

## Fekvése
Vukovártól légvonalban 8, közúton 10 km-re nyugatra, községközpontjától 4 km-re keletre, a Nyugat-Szerémségben, a Szlavóniai-síkság keleti részén, a Valkó (Vuka) jobb partján fekszik. 

## Története
A település a középkorban is létezett. 1427-ben „Maria”, 1439-ben „Marya” néven említik. 1481-ben és 1491-ben „Morynch” néven a mikolai kastélyhoz tartozott. Később a borói kastély tartozéka volt. 1526-ban Valkóvár eleste után került török kézre és csak 1687-ben szabadult fel a török uralom alól. 
A török kiűzése után előbb kamarai birtok, majd a nustari uradalom része lett. Birtokosai Miksa Eugen de Gossau gróf (1741-ig), Trenk Ferenc báró és 1751-től szlavinczai Sándor Mihály báró voltak. A 19. század elején az uradalmat Khuen Antal gróf örökölte és az ő leszármazottai birtokolták egészen a második világháborúig. Az első katonai felmérés térképén „Marincze” néven található. Lipszky János 1808-ban Budán kiadott repertóriumában „Marincze” néven szerepel. Nagy Lajos 1829-ben kiadott művében „Marincze” néven 122 házzal, 332 katolikus és 358 ortodox vallású lakossal találjuk.
1857-ben 607, 1910-ben 853 lakosa volt. Szerém vármegye Vukovári járásához tartozott. Az 1910-es népszámlálás adatai szerint lakosságának 47%-a magyar, 39%-a szerb, 10%-a horvát, 3%-a német anyanyelvű volt. A település az első világháború után az új szerb-horvát-szlovén állam, majd később (1929-ben) Jugoszlávia része lett. 1991-ben lakosságának 34%-a szerb, 28%-a horvát, 25%-a magyar, 10%-a albán nemzetiségű volt. 1991-től a független Horvátország része. A horvátországi háború során elfoglalták a szerb csapatok. Katolikus templomát és a házainak nagy részét lerombolták, 28 helyi polgárt meggyilkoltak. A településnek 2011-ben 670 lakosa volt.

## Népessége
| Lakosság változása | Lakosság változása | Lakosság változása | Lakosság változása | Lakosság változása | Lakosság változása | Lakosság változása | Lakosság változása | Lakosság változása | Lakosság változása | Lakosság változása | Lakosság változása | Lakosság változása | Lakosság változása | Lakosság változása | Lakosság változása |
| ------------------ | ------------------ | ------------------ | ------------------ | ------------------ | ------------------ | ------------------ | ------------------ | ------------------ | ------------------ | ------------------ | ------------------ | ------------------ | ------------------ | ------------------ | ------------------ |
| 1857               | 1869               | 1880               | 1890               | 1900               | 1910               | 1921               | 1931               | 1948               | 1953               | 1961               | 1971               | 1981               | 1991               | 2001               | 2011               |
| 607                | 719                | 705                | 729                | 746                | 853                | 848                | 838                | 882                | 896                | 938                | 909                | 904                | 969                | 796                | 670                |

## Gazdaság
A településen hagyományosan a mezőgazdaság és az állattartás képezi a megélhetés alapját. 

## Nevezetességei
A Kisboldogasszony tiszteletére szentelt római katolikus temploma 1855-ben épült. Építtetője a falu kegyura Khuen Antal gróf volt. 1992-ben a falut elfoglaló szerbek lerombolták. Az újjáépítés 2003-ban kezdődött és 2005-ben fejeződött be. 2005. szeptember 5-én szentelte fel Marin Srakić diakovár-eszéki érsek. A berzétemonostori Szentlélek plébánia filiája.
Az ortodox Szent György-templomot 1758-ban építették a falu dombján, késő barokk stílusban. Egyhajós épület, sokszög záródású apszissal és a főhomlokzat fölé emelkedő harangtoronnyal. Az 1808-ban épített harangtornyot lizénák, pilaszterek, félköríves ablakok, körablakok és festett fülkék díszítik. A klasszicista oromzat fokozatosan alakult ki. A hajó felett fából készült dongaboltozat, a szentély felett pedig félkupola található. A proszkomidia Krisztus áldozata című kompozíciója, az ikonosztáz és az ikonok a 18. és a 19. századból származnak.

## Oktatás
Az itteni tanulók 1875-ig Berzétemonostorra jártak iskolába, az iskola új épületét 1903. január 13-án nyitották meg. Ma a faluban a berzétemonotori Zrinskih általános iskola területi iskolája működik.

## Sport
Az NK Marinci labdarúgóklubot 1928-ban alapították. A csapat a megyei 3. ligában szerepel.